# فرودگاه توئنتی ناین پالمز
فرودگاه توئنتی ناین پالمز  (به انگلیسی: Twentynine Palms Airport) یک فرودگاه همگانی با کد یاتا TNP است که یک باند فرود آسفالت دارد و طول باند آن ۱۶۸۶ متر است. این فرودگاه در کشور ایالات متحده آمریکا قرار دارد و در ارتفاع ۵۷۵ متری از سطح دریا واقع شده است.